# Порт Ален (Луизијана)
Порт Ален (енгл. Port Allen) град је у америчкој савезној држави Луизијана.

## Демографија
По попису из 2010. године број становника је 5.180, што је 98 (-1,9%) становника мање него 2000. године.
| Група             | 2000.         | 2010.         |
| Белци             | 2.345 (44,4%) | 2.043 (39,4%) |
| Афроамериканци    | 2.849 (54,0%) | 3.002 (58,0%) |
| Азијати           | 2 (0,0%)      | 7 (0,1%)      |
| Хиспаноамериканци | 53 (1,0%)     | 78 (1,5%)     |
| Укупно            | 5.278         | 5.180         |